# Oxira obscura
Oxira obscura är en fjärilsart som beskrevs av W. Warren 1912. Oxira obscura ingår i släktet Oxira och familjen nattflyn. Inga underarter finns listade i Catalogue of Life.